# Conrad Veidt
Conrad Veidt est un acteur allemand né le 22 janvier 1893 à Potsdam (Empire allemand), et mort d'un infarctus du myocarde le 3 avril 1943 à Hollywood (États-Unis).
Dans les années 1920, il est l'un des principaux acteurs du cinéma expressionniste allemand, mais il a également réalisé des films au Royaume-Uni, en France et aux États-Unis.
Conrad Veidt est un farouche opposant aux nationaux-socialistes et, après leur prise de pouvoir, quitte le pays pour la Grande-Bretagne, et plus tard, pour Hollywood.

## Biographie
Conrad Veidt est le fils d'un petit fonctionnaire. Il quitte le lycée sans le bac car déjà le théâtre l'accapare. Formé à l'école de Max Reinhardt, il débute au cinéma en 1916. Après la Première Guerre mondiale, Veidt se fait une spécialité de jouer dans les films dits « d'éducation sexuelle » qui sont très populaires dans la république de Weimar. Figure emblématique du mouvement expressionniste allemand, il en incarne les tendances morbides à travers une impressionnante galerie de pervers et de fous meurtriers. Un des éléments les plus importants de l'expressionnisme est sans conteste le jeu des acteurs et Conrad Veidt excelle. Un de ses rôles les plus célèbres demeure celui de Cesare dans Le Cabinet du docteur Caligari (1920). Juste par ses cils, ses sourcils, les muscles visibles du visage, un mouvement léger des ailes du nez et de la commissure des lèvres, l'acteur indique d'une manière très suggestive l'éveil contrôlé du médium somnambule, mais aussi un désir d'érotomane sadique. Une autre astuce de son jeu artificiel et intense est le ralentissement évident des mouvements du corps et des détails d'expression, et les contorsions d'un corps dirigé par les mouvements d'épaules. Dans Caligari, Conrad Veidt se meut avec des gestes félins, se faufilant tel un animal.
Entre 1916 et 1924, Conrad Veidt tourne dans une soixantaine de films, dirigé par, entre autres : Paul Leni, Robert Wiene, Ewald André Dupont, Reinhold Schünzel et Friedrich Wilhelm Murnau. Entre 1926 et 1929, Conrad tourne à Paris (petit rôle du Marquis de Sade dans le Napoléon d'Abel Gance) puis est invité à Hollywood et tourne dans quatre films, dont L'Homme qui rit (1928) mis en scène par son compatriote Paul Leni et également interprété par Mary Philbin. Avec l’arrivée du cinéma parlant, Conrad Veidt revient en Allemagne et reprend les rôles qui ont fait de lui une célébrité. En 1930, il campe Raspoutine, le « moine » démoniaque (faux moine) dans le film homonyme, puis il incarne l’extraordinaire prince Metternich dans Le Congrès s'amuse (1931) d'Erik Charell.
Après l'arrivée au pouvoir d'Hitler, son mariage avec une actrice juive l'oblige à quitter l'Allemagne dès 1933. Il poursuit sa carrière d'acteur au Royaume-Uni, où il tourne plusieurs films sous la direction entre autres, de Maurice Elvey, Victor Saville et Michael Powell. Il travaille également en France, notamment avec Jean Dréville pour Le Joueur d’échecs (1938) aux côtés de Françoise Rosay. En 1939, il devient officiellement citoyen britannique. En 1940, Conrad Veidt revient aux États-Unis pour finir les prises de vue du film Le Voleur de Bagdad, où il joue Jaffar, le cruel vizir. Il s’installe alors définitivement en Californie. Cependant, les cinéastes, peu imaginatifs, le cantonnent dans des rôles de nazi. Il travaille notamment avec George Cukor pour Il était une fois (1940), Vincent Sherman pour Échec à la Gestapo (1941). Il se spécialise alors dans les personnages germaniques, puis dans les rôles de nazi pendant la Guerre comme dans Casablanca.
De 1916 à 1943, il aura joué dans plus de cent films, dont plusieurs sont devenus de grands classiques.
Il meurt subitement d'une crise cardiaque en 1943, peu après la fin du tournage de Un espion a disparu (Above suspicion).

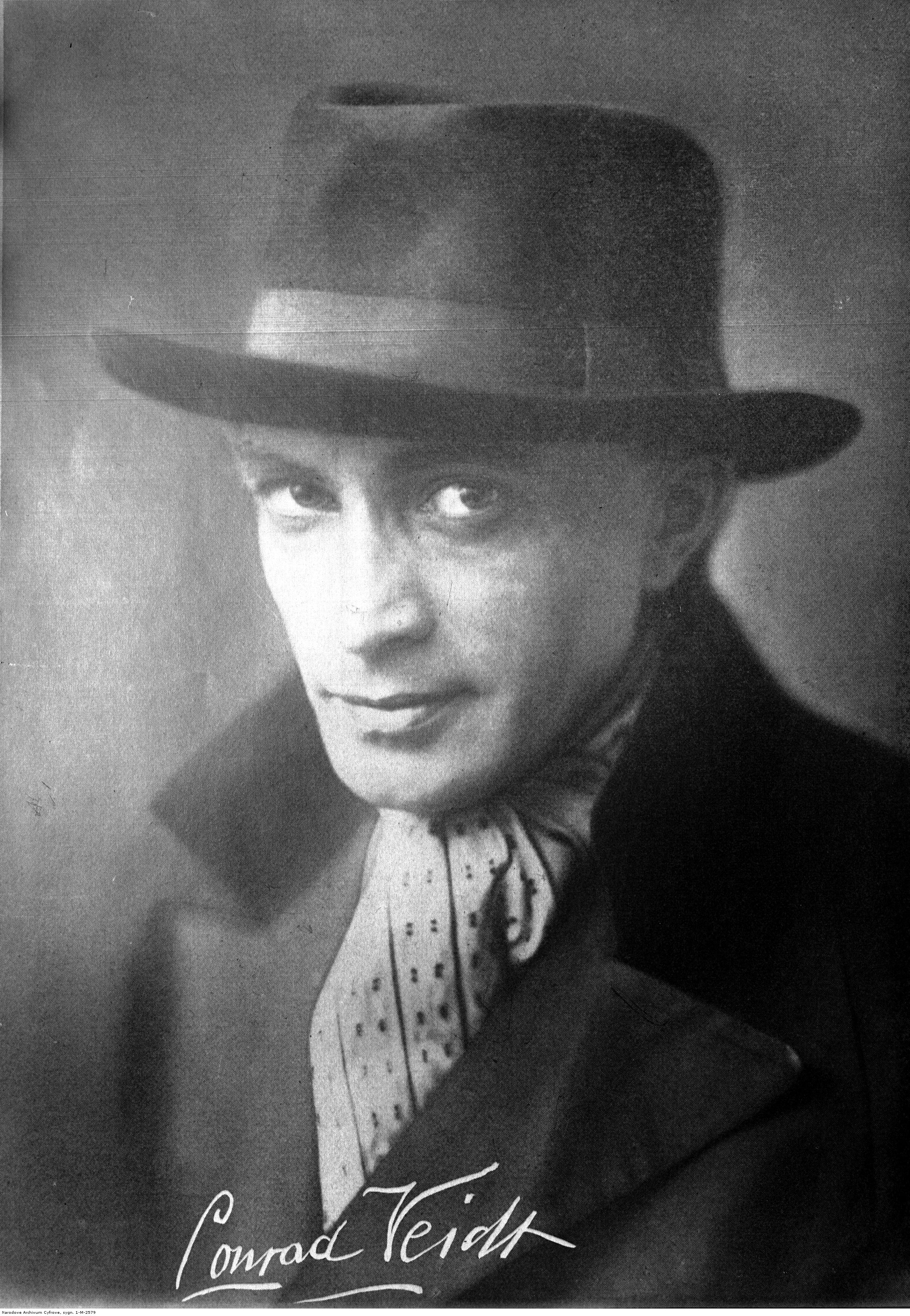
Conradt Veidt en 1939.

## Filmographie
- 1916 : Der Weg des Todes (de) de Robert Reinert : Rolf
- 1917 : Der Spion de Karl Heiland
- 1917 : Die Seeschlacht de Richard Oswald
- 1917 : Furcht de Robert Wiene : Prêtre indien
- 1917 : Wenn Tote sprechen de Robert Reinert : Richard von Worth
- 1918 : Das Rätsel von Bangalor d'Alexander von Antalffy et Paul Leni : Dinja
- 1918 : Colomba d'Arzén von Cserépy : Henrik van Rhyn
- 1918 : Das Dreimäderlhaus de Richard Oswald : Le baron Schober
- 1918 : Journal d'une fille perdue (Das Tagebuch einer Verlorenen) de Richard Oswald : Le Dr Julius
- 1918 : Jettchen Geberts Geschichte (de) de Richard Oswald : le docteur Friedrich Köstling
- 1918 : Es werde Licht! 4. Teil: Sündige Mütter de Richard Oswald : Herr Kramer
- 1918 : Dida Ibsens Geschichte de Richard Oswald : Erik Norrensen
- 1918 : Henriette Jacoby de Richard Oswald : le Dr Friedrich Köstling
- 1919 : Opium de Robert Reinert : le Dr Richard Armstrong Jr.
- 1919 : Nocturno der Liebe de Carl Boese : Frédéric Chopin
- 1919 : Die Mexikanerin de Carl Heinz Wolff
- 1919 : Die Japanerin d'Ewald André Dupont : le secrétaire
- 1919 : Prostitution (Die Prostitution, 1. Teil - Das gelbe Haus) de Richard Oswald : Alfred Werner
- 1919 : Die Reise um die Erde in 80 Tagen de Richard Oswald : Phileas Fogg
- 1919 : Peer Gynt (en) de Victor Barnowsky (de) : Un passager étranger
- 1919 : Différent des autres (Anders als die Andern) de Richard Oswald : Paul Körner
- 1919 : Die Okarina de Uwe Jens Krafft (en) : Jaap
- 1919 : Prinz Kuckuck de Paul Leni : Karl Kraker
- 1919 : Wahnsinn de lui-même : Le banquier Lorenzen
- 1919 : Cauchemars et hallucinations (Unheimliche Geschichten) de Richard Oswald : Der Tod (framing story) / l'étranger (ép.1) / l'assassin (ép.2) / le voyageur (ép.3) / Le président du club (ép.4) / Le mari (ép.5)
- 1920 : Künstlerlaunen de Paul Otto : Arpad, son enfant
- 1920 : Nachtgestalten (de) de Richard Oswald : le clown
- 1920 : Satanas de Friedrich Wilhelm Murnau : Lucifer / l'ermite / Gubetta / Grodski
- 1920 : Le Cabinet du docteur Caligari (Das Cabinet des Dr. Caligari.) de Robert Wiene : César
- 1920 : Der Reigen de Richard Oswald : Petre Karvan
- 1920 : Patience de Felix Basch et Paul Leni : Sir Percy Parker
- 1920 : Die Nacht auf Goldenhall de lui-même : Lord Reginald Golden / Harald Golden
- 1920 : Die Augen der Welt de Carl Wilhelm : L'amant de Julianne
- 1920 : Kurfürstendamm de Richard Oswald : le diable
- 1920 : Le Crime du docteur Warren (Der Januskopf) de Friedrich Wilhelm Murnau : Le Dr. Warren / Mr. O'Connor
- 1920 : Moriturus de Karl Mueller-Hagens : Wilmos
- 1920 : L'Émeraude fatale (Abend… Nacht… Morgen) de Friedrich Wilhelm Murnau : Brilburn, le frère de Maud
- 1920 : Manolescus Memoiren de Richard Oswald : Manolescu
- 1920 : Weltbrand d'Urban Gad : Christian Wahnschaffe
- 1920 : Der Graf von Cagliostro de Reinhold Schünzel : Le ministre
- 1921 : Menschen im Rausch de Julius Geisendörfer (de) : Le professeur Munk, compositeur
- 1921 : Das Geheimnis von Bombay d'Artur Holz
- 1921 : La Marche dans la nuit (Der Gang in die Nacht) de Friedrich Wilhelm Murnau : Le peintre
- 1921 : Liebestaumel de Martin Hartwig (de) : Jalenko, le Gitan
- 1921 : Die Liebschaften des Hektor Dalmore de Richard Oswald : Hektor Dalmore
- 1921 : Sehnsucht de Friedrich Wilhelm Murnau : le danseur
- 1921 : Christian Wahnschaffe, 2. Teil - Die Flucht aus dem goldenen Kerker d'Urban Gad : Christian Wahnschaffe
- 1921 : Landstraße und Großstadt de Carl Wilhelm : Raphaël, le violoniste
- 1921 : Danton de Dimitri Buchowetzki
- 1921 : Lady Hamilton de Richard Oswald : Lord Nelson
- 1921 : Le Tombeau hindou (Das Indische Grabmal) de Joe May : Ayan III, le Maharadjah du Bengale
- 1921 : Der Leidensweg der Inge Krafft de Robert Dinesen : Hendryck Overland
- 1922 : Lucrèce Borgia (Lucrezia Borgia) de Richard Oswald : César Borgia
- 1923 : Glanz gegen Glück d'Adolf Trotz : le comte
- 1923 : Paganini de Heinz Goldberg : Niccolò Paganini
- 1923 : Guillaume Tell de Rudolf Dworsky et Rudolf Walther-Fein : Hermann Gessler
- 1924 : Sous l'Inquisition (Carlos und Elisabeth) de Richard Oswald : Don Carlos
- 1924 : Les Mains d'Orlac (Orlacs Hände) de 	Robert Wiene : Orlac
- 1924 : Le Cabinet des figures de cire (Das Wachsfigurenkabinett) de Paul Leni et Leo Birinski : Ivan le Terrible
- 1924 : À qui la faute ? (Nju - Eine unverstandene Frau) de Paul Czinner : l'amant, un poète
- 1925 : L'Amour aveugle (Liebe macht blind) de Lothar Mendes : Le Dr Lamare
- 1925 : Le Comte Kostia de Jacques Robert : Le comte Kostia
- 1925 : Schicksal de Felix Basch : Le comte L. M. Vranna
- 1925 : Les Maudits (Ingmarsarvet) de Gustaf Molander : Hellgum
- 1926 : Les Frères Schellenberg (Die Brüder Schellenberg) de Karl Grune : Wenzel Schellenberg / Michael Schellenberg
- 1926 : Dürfen wir schweigen? de Richard Oswald : Le peintre Paul Hartwig
- 1926 : Kreuzzug des Weibes de Martin Berger : le Conseiller d'État
- 1926 : L'Étudiant de Prague (Der Student von Prag) de Henrik Galeen : l'étudiant Baudoin
- 1926 : Die Flucht in die Nacht d'Amleto Palermi : Henri IV
- 1926 : Le Violoniste de Florence (Der Geiger von Florenz) de Paul Czinner : Le père
- 1927 : Napoléon d'Abel Gance : Le Marquis de Sade
- 1927 : L'Étrange Aventure du vagabond poète (The Beloved Rogue) d'Alan Crosland : Le roi Louis XI
- 1927 : A Man's Past de George Melford : Paul La Roche
- 1927 : Erik le mystérieux (The Last Performance) de Paul Fejos : Erik le Grand
- 1927 : Gesetze der Liebe de Magnus Hirschfeld et Richard Oswald
- 1928 : L'Homme qui rit (The Man Who Laughs) de Paul Leni: Gwynplaine
- 1929 : Terre sans femmes (Das Land ohne Frauen) de Carmine Gallone : Le télégraphiste Dick Ashton
- 1929 : L'Amour aveugle (Liebe macht blind) de Lothar Mendes : Dr Lamare
- 1930 : Die Letzte Kompanie de Curtis Bernhardt : Hauptmann Burk
- 1930 : Menschen im Käfig d'Ewald André Dupont : Kingsley
- 1931 : Der Mann, der den Mord beging de Curtis Bernhardt : Le marquis de Sévigné
- 1931 : Die Nacht der Entscheidung de Dimitri Buchowetzki : Le général Gregori Platoff
- 1931 : Le congrès s'amuse (Der Kongreß tanzt) d'Erik Charell et Jean Boyer : Le prince de Metternich
- 1931 : Die andere Seite de Heinz Paul : le commandant Stanhope
- 1932 : Raspoutine (Rasputin, Dämon der Frauen) d'Adolf Trotz : Raspoutine
- 1932 : Der Schwarze Husar de Gerhard Lamprecht : Le Rittmeister von Hochberg
- 1932 : Rome Express de Walter Forde : Zurta
- 1933 : Le Juif errant (The Wandering Jew) de Maurice Elvey : Matthias
- 1933 : Moi et l'Impératrice (Ich und die Kaiserin) de Friedrich Hollaender : le marquis de Pontignac
- 1933 : F.P.1 de Karl Hartl : le Major Ellissen
- 1933 : J'étais une espionne (I Was a Spy) de Victor Saville : Le commandant Oberaertz
- 1934 : Bella Donna de Robert Milton : Mahmoud Baroudi
- 1934 : Guillaume Tell de Heinz Paul : Gessler
- 1934 : Le Juif Süss (Jew Süss) de Lothar Mendes : Joseph Oppenheimer, le juif Süss
- 1935 : The Passing of the Third Floor Back de Berthold Viertel : l'étranger
- 1935 : King of the Damned de Walter Forde : le prisonnier N°83
- 1937 : Le Mystère de la Section 8 (Dark Journey) de Victor Saville : Le baron Karl August von der Marwitz
- 1937 : Sous la robe rouge (Under the Red Robe) de Victor Sjöström : Gil de Bérault
- 1938 : Le Joueur d'échecs de Jean Dréville : Le baron
- 1938 : Tempête sur l'Asie de Richard Oswald : Erich Keith
- 1939 : L'Espion noir (The Spy in Black) de Michael Powell : Capitaine Hardt
- 1940 : Espionne à bord (Contraband) de Michael Powell : Capitaine Andersen
- 1940 : Escape de Mervyn LeRoy : Le général Kurt von Kolb
- 1940 : Le Voleur de Bagdad (The Thief of Bagdad) de Ludwig Berger, Michael Powell et Tim Whelan : Jaffar
- 1941 : Il était une fois (A Woman's Face) de George Cukor : Torsten Barring
- 1941 : Whistling in the Dark de S. Sylvan Simon : Joseph Jones
- 1941 : Échec à la Gestapo (All Through the Night) de Vincent Sherman : Franz Ebbing
- 1941 : La Rose blanche (The Men in Her Life), de Gregory Ratoff : Stanislas Rosing
- 1942 : Nazi Agent de Jules Dassin : Otto Becker / Le baron Hugo von Detner
- 1942 : Casablanca de Michael Curtiz : Le Major Strasser
- 1943 : Un espion a disparu (Above suspicion) de Richard Thorpe : Hassert Seidel

## Dans la culture populaire
- L'album Dantzig Twist (sorti en 1979) du groupe rennais Marquis de Sade contient une chanson nommée Conrad Veidt.
- Son personnage de Gwynplaine dans l'adaptation de L'Homme qui rit de Victor Hugo par Paul Leni inspirera Bob Kane, le créateur de Batman, pour le personnage du Joker, ennemi juré de Batman.